# Bad Klosterlausnitz
Bad Klosterlausnitz – miejscowość i gmina uzdrowiskowa w Niemczech, w kraju związkowym Turyngia, w powiecie Saale-Holzland.
Gmina pełni funkcję „gminy realizującej” (niem. erfüllende Gemeinde) dla dziewięciu gmin wiejskich: Albersdorf, Bobeck, Scheiditz, Schlöben, Schöngleina, Serba, Tautenhain, Waldeck oraz Weißenborn.

## Współpraca
Miejscowości partnerskie:
- Deidesheim, Nadrenia-Palatynat
- Langenselbold, Hesja
- Mondelange, Francja
- Tihany, Węgry